# Пешково (Ливенский район)
Пешково — деревня в Ливенском районе Орловской области России. 
Входит в Лютовское сельское поселение в рамках организации местного самоуправления и в Лютовский сельсовет в рамках административно-территориального устройства.

## География
Расположена на реке Ливенка, в 15 км к северу от райцентра, города Ливны, и в 117 км к юго-востоку от центра города Орёл.
На юге примыкает к центру Лютовского сельского поселения (сельсовета), деревне Гремячий Колодезь. 

## Население
| 2002 | 2010 |
| ---- | ---- |
| 96   | ↘89  |

Согласно результатам переписи 2002 года, в национальной структуре населения русские составляли 99 % от жителей.

## Известные люди
В деревне родился мотогонщик Николай Михайлов.